# Château de Lonrai
Le château de Lonrai est un édifice situé à Lonrai, en France.

## Localisation
Le monument est situé dans le département français de l'Orne, sur le territoire de la commune de Lonrai, au nord-est du bourg.

## Historique
La seigneurie de Lonrai appartint au moyen-âge à la famille de Silly. Le mariage d'Anne de Silly avec Jacques 1er de Goyon Matignon, célébré en 1527, fait entrer Lonrai dans la Maison de Goyon de Matignon. Leur fils Jacques II de Goyon Matignon, maréchal de France, a pour successeur son fils, Lancelot de Goyon Matignon, mort sans postérité, puis le frère de celui-ci, Charles de Goyon Matignon (1564-1648), en faveur duquel la seigneurie de Lonrai est érigée en marquisat en 1644.
Son successeur est son fils, François de Goyon Matignon (1607-1675), après lequel le marquisat de Lonrai se transmet par mariage aux Colbert de Seignelay, puis aux Montmorency Luxembourg.
En 1792, le duc de Montmorency vend Lonrai à Thomas Mercier, négociant à Alençon, dont le fils, Jacques Mercier (1776-1858) est, sous le premier empire, maire d'Alençon, président du Conseil général de l'Orne, baron de l'Empire. Il sera plus tard député de l'Orne et fait démolir le château de Lonrai.
Au milieu du XIXe siècle, le domaine est vendu à Charles Choppin de Séraincourt, qui fait construire le château actuel vers 1855 en remplacement du précédent, mais meurt prématurément en 1860. Ses héritiers vendent la propriété en 1863 au banquier Armand Donon (1818-1902), maire de Lonrai de 1868 à 1892, qui y crée un haras réputé.
En 1892, le domaine est acheté par le comte Le Marois (1865-1920), président de la Société des Courses de Deauville, maire de Lonrai, chevalier de la Légion d'honneur, qui y poursuit l'élevage des chevaux.
Son fils Jean Le Marois (1895-1978) lui succède, et la famille Le Marois conserve le château jusqu'au début du XXIè siècle.

## Architecture
Le château est un vaste édifice en brique et pierre, édifié sur un terre-plein maçonné, entièrement entouré de douves en eaux. Il s'insère dans un vaste parc à l'anglaise, situé en lisière de la Forêt d'Ecouves.

### Protections
Les façades et les toitures du château, le grand salon avec l'ensemble de son décor, la cour d'honneur — avec les douves, les murs et les ponts —, les façades et les toitures du logis, de la grange et des écuries de la ferme du château, les vestiges du colombier, le portail du potager et la grande serre centrale, les façades et les toitures de l'orangerie, y compris son mur de clôture, les façades et les toitures de la maison du garde-chasse, à l'entrée dite des marronniers, les façades et les toitures de la maison du régisseur du haras et des box attenants, les façades et les toitures du bâtiment de la jumenterie du haras, sont inscrits aux Monuments historiques depuis un arrêté du 14 décembre 1999.
Le grand salon du château, orné de boiseries de style pompeien, fait l'objet d'un classement comme Monument historique, depuis un arrêté du 21 juillet 2000.
Le parc du château est site inscrit, depuis un arrêté du  26 août 1943.
Une partie du domaine se situe sur le territoire de la commune de Colombiers.